# Dyskografia High School Musical
Dyskografia filmów z serii High School Musical. Albumy i single wydawane są przez Walt Disney Records.

## Soundtracki
| 2006 | High School Musical   | 4 mln+ (4x Platyna)   | 140 tys.+ (2x Platyna) | (Złoto)            | 8 mln+   |    | #1 |
| 2007 | High School Musical 2 | 3,1 mln+ (3x Platyna) | 150 tys.+ (Platyna)    | 35 tys.+ (Platyna) | 6,2 mln+ | #2 | #1 |
| 2008 | High School Musical 3 | 1,3 mln+ (Platyna)    | 120 tys.+ (2x Platyna) | (2x Platyna)       | 3 mln+   | #2 | #2 |

## Albumy koncertowe
| 2007 | High School Musical: The Concert | ?? | (brak) | #28 |

## Single
| Rok  | Tytuł                     | Pozycje | Pozycje | Album                 | Wykonawca                     |
| Rok  | Tytuł                     | US      | UK      | Album                 | Wykonawca                     |
| ---- | ------------------------- | ------- | ------- | --------------------- | ----------------------------- |
| 2006 | "Breaking Free"           | 4       | 9       | High School Musical   | Zack Efron, Vanessa Hudges    |
| 2007 | "What Time Is It?"        | 6       | 20      | High School Musical 2 | obsada                        |
| 2007 | "You Are the Music in Me" | 31      | 26      | High School Musical 2 | Zac Efron, Vanessa Hudgens    |
| 2007 | "I Don't Dance"           | 70      | —       | High School Musical 2 | Corbin Bleu, Lucas Grabeel    |
| 2008 | "Now or Never"            | 68      | 41      | High School Musical 3 | obsada                        |
| 2008 | "I Want It All"           | 113     | 87      | High School Musical 3 | Ashley Tisdale, Lucas Grabeel |
| 2008 | "A Night To Remember"     | 108     | —       | High School Musical 3 | obsada                        |
| 2008 | "Right Here, Right Now"   | 119     | —       | High School Musical 3 | Zac Efron, Vanessa Hudgens    |

### Polskie
| Rok  | Tytuł                | Oryginał                  | Pozycje | Album                 | Wykonawca                      |
| ---- | -------------------- | ------------------------- | ------- | --------------------- | ------------------------------ |
| 2006 | "Masz W Sobie Wiarę" | "Breaking Free"           |         | High School Musical 2 | Andrzej Lampert, Hania Stach   |
| 2007 | "Moja Muzyka To Ty"  | "You Are the Music in Me" |         | High School Musical 2 | Andrzej Lampert, Hania Stach   |
| 2008 | "Ty I Ja"            | "Right Here, Right Now"   |         | High School Musical 3 | Łukasz Zagrobelny, Hania Stach |

## Teledyski
| Rok  | Tytuł                                       | Album                 |
| ---- | ------------------------------------------- | --------------------- |
| 2006 | "Start of Something New"                    | High School Musical   |
| 2006 | "Get'cha Head in the Game"                  | High School Musical   |
| 2006 | "What I've Been Looking For"                | High School Musical   |
| 2006 | "What I've Been Looking For (Reprise)"      | High School Musical   |
| 2006 | "Stick To The Status Quo"                   | High School Musical   |
| 2006 | "When There Was Me and You"                 | High School Musical   |
| 2006 | "Bot to the Top"                            | High School Musical   |
| 2006 | "Breaking Free"                             | High School Musical   |
| 2006 | "We're All in This Together"                | High School Musical   |
| 2007 | "What Time Is It?"                          | High School Musical 2 |
| 2007 | "Fabulous"                                  | High School Musical 2 |
| 2007 | "Work This Out"                             | High School Musical 2 |
| 2007 | "You Are the Music in Me"                   | High School Musical 2 |
| 2007 | "I Don't Dance"                             | High School Musical 2 |
| 2007 | "You Are the Music in Me (Sharpay Version)" | High School Musical 2 |
| 2007 | "Gotta Go My Own Way"                       | High School Musical 2 |
| 2007 | "Bet on It"                                 | High School Musical 2 |
| 2007 | "Everyday"                                  | High School Musical 2 |
| 2007 | "All for One"                               | High School Musical 2 |
| 2007 | "Humuhumunukunukuapua'a"                    | High School Musical 2 |
| 2008 | "Now or Never"                              | High School Musical 3 |
| 2008 | "I Want It All"                             | High School Musical 3 |
| 2008 | "A Night to Remember"                       | High School Musical 3 |
| 2008 | "Right Here, Right Now"                     | High School Musical 3 |
| 2008 | "Can I Have This Dance"                     | High School Musical 3 |
| 2008 | "Just Wanna Be With You"                    | High School Musical 3 |
| 2008 | "The Boys Are Back"                         | High School Musical 3 |
| 2008 | "Scream"                                    | High School Musical 3 |
| 2008 | "Senior Year Spring Musical"                | High School Musical 3 |
| 2008 | "High School Musical"                       | High School Musical 3 |